# Quelis
Quelis fue un alfarero griego que trabajó en Atenas entre el 520 y el 500 a. C.
Se conocen cinco kílices con su firma, que fueron pintados por al menos cuatro pintores diferentes: el Pintor de Talía, Olto, el Pintor de Quelis y el Pintor de Evérgides. Cuatro de sus firmas se encuentran en kílices de estilo de figuras rojas o bilingües. Está también su firma en un kílix decorado con figuras negras. Es posible que Quelis y el Pintor de Quelis fuerna la misma persona.

## Obras
- Múnich, Staatliche Antikensammlungen 2589

kílix de figuras rojas, Pintor de Quelis
- Nápoles, Museo Arqueológico Nacional 81329

kílix de figuras rojas, Pintor de Quelis
- París, Cabinet des Médailles 335

copa bilingüe, Pintor de Talía y Olto
- París, Cabinet des Médailles

Fragmento de una copa de figuras negras
- París, Museo del Louvre G 15

kílix de figuras rojas, Pintor de Evérgides